# Vùng cao Lublin
Vùng cao Lublin (tiếng Ba Lan: Wyżyna Lubelska) là một khu vực địa lý ở phía đông nam Ba Lan, nằm ở Lublin Voivodeship, giữa các con sông Vistula và Bug, xung quanh thành phố Lublin. Diện tích của nó vào khoảng 7.200 km² và độ cao cao nhất của nó là 314 m so với mực nước biển. Nó nằm ở Lublin Voivodeship. Ở phần phía nam của nó, nó trở thành dãy Roztocze, và ở phía bắc, nó biến thành Lublin Polesie (Polesie Lubelskie). Các thành phố lớn nhất của khu vực là Lublin, Chełm, Zamość, Puławy và Kraśnik. Trong một số bài viết địa lý, thuật ngữ Lublin Upland (hay (Vùng đất phía đông Ba Lan, Wyzyna Wschodniomalopolska) được sử dụng để mô tả tất cả các vùng cao Ba Lan nằm ở phía đông của sông Vistula. Trong trường hợp này, Roztocze, với điểm cao nhất (Wielki Dzial, cao hơn mực nước biển 390 mét) cũng là một phần của vùng cao Lublin.
Vùng cao nổi tiếng với các thung lũng hoàng thổ, có rất nhiều trong khu vực Kazimierz Dolny, Bochotnica và Kraśnik. Hơn nữa, do ở đây có đất đen phong phú và màu mỡ, Lublin Upland là một trong những vùng nông nghiệp phát triển tốt nhất của quốc gia, với các cánh đồng lúa mì, thuốc lá và hoa bia. Tuy nhiên, nhà máy địa phương quan trọng nhất là sản xuất củ cải đường, dẫn đến sự hiện diện của một số nhà máy lọc đường. Khu vực này có rất ít rừng, với hầu hết trong số đó nằm ở phía nam (xem Rừng Solska). Có ba công viên cảnh quan nằm ở vùng cao Lublin: Công viên cảnh quan Kazimierz Dolny, Công viên cảnh quan sông Wieprz và Công viên cảnh quan Krzczonow. Các trung tâm du lịch quan trọng nhất là Lublin, Zamość, Kazimierz, suối nước khoáng của Nałęczów, Puławy và Józefów.